# 迪亞沃洛德拉馬爾吉納峰
46°05′05″N 10°02′48″E / 46.08472°N 10.04667°E

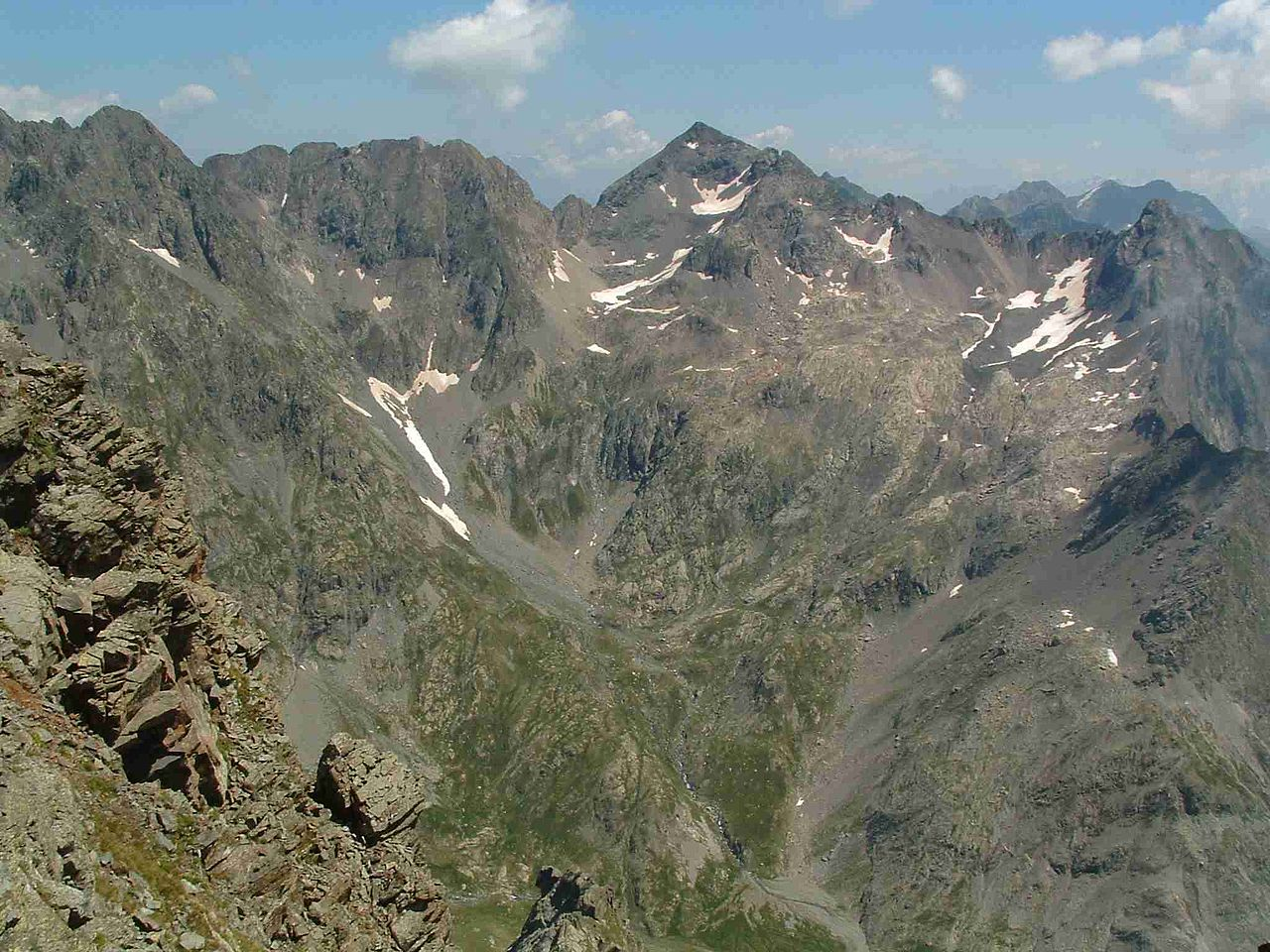

迪亞沃洛德拉馬爾吉納峰（義大利語：Pizzo del Diavolo della Malgina），是意大利的山峰，位於該國北部，由倫巴底大區負責管轄，屬於貝爾加莫阿爾卑斯山脈的一部分，海拔高度2,924米。